# Carapachay
Carapachay és una població del Partit Vicente López a l'Argentina. Forma part de l'aglomeració del Gran Buenos Aires.

## Història
L'any 1909 el Ferrocarril Central de Còrdova, que posteriorment esdevingué el Ferrocarril General Manuel Belgrano, travessà el territori que havia de convertir-se en Carapachay. L'any 1943 el primer tren va fer parada a la Parada Km 18, que va passar a anomenar-se Estación Carapachay l'any 1946. El 1949 es va fundar oficialment el districte, i el 1964 es va reconèixer oficialment el nom de Carapachay.